# Markus Geist
Markus Geist (* 1981 in Würzburg) ist ein deutscher Berufssoldat der Bundeswehr. Er wurde Ende der 2000er-Jahre gemeinsam mit drei weiteren Bundeswehrsoldaten öffentlich bekannt, als sie bei einem Afghanistan-Einsatz nach einem Selbstmordattentat unter Gefahr für ihr eigenes Leben mehrere Verletzte in Sicherheit brachten und dafür später jeweils mit dem Ehrenkreuz der Bundeswehr für Tapferkeit ausgezeichnet wurden.

## Leben

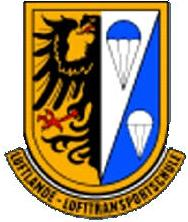
Internes Verbandsabzeichen der Luftlande- und Lufttransportschule in Altenstadt (Oberbayern).

Markus Geist absolvierte 2001 seine Fachabitur und ging dann als Soldat auf Zeit zur Bundeswehr. Später wurde er als Berufssoldat übernommen. Ab Januar 2009 wurde er als Ausbilder in der Führerausbildung an der Luftlande- und Lufttransportschule im oberbayerischen Altenstadt eingesetzt. Geist führte im Jahr 2011 den Dienstgrad eines Hauptfeldwebels.
Im Rahmen der Auslandseinsätze der Bundeswehr wurde Geist im Jahr 2006 bei der Mission EUFOR RD Congo der Europäischen Union in Afrika eingesetzt. 2008 nahm er am ISAF-Einsatz in Afghanistan teil. Als dort am 20. Oktober 2008 in der Nähe von Kundus ein Selbstmordanschlag auf eine deutsche Patrouille verübt wurde, befand sich Geist in etwa 500 Meter Entfernung zum Anschlagsort. Bei dem Anschlag geriet ein Transportfahrzeug der Bundeswehr in Brand; zwei deutsche Soldaten und fünf afghanische Kinder wurden getötet, zwei weitere Soldaten und ein weiteres einheimisches Kind wurden verletzt. Trotz Gefahr fürs eigene Leben durch das brennende Fahrzeug und explodierende Munition kam Geist gemeinsam mit den Bundeswehrsoldaten Jan Berges, Alexander Dietzen, und Henry Lukács sofort zur Hilfe. Die vier Soldaten retteten die Verletzten und bargen die Toten.

## Orden und Ehrenzeichen
Markus Geist, damals noch Oberfeldwebel, wurde gemeinsam mit seinen drei Kameraden am 6. Juli 2009 im Kanzleramt durch Bundeskanzlerin Angela Merkel und Bundesverteidigungsminister Franz Josef Jung mit dem Ehrenkreuz der Bundeswehr für Tapferkeit ausgezeichnet. Es waren die ersten vier Verleihungen des 2008 neu geschaffenen Ehrenkreuzes, welche die höchste Auszeichnung der Bundeswehr darstellt.

## Öffentliche Wahrnehmung
Sowohl der Selbstmordanschlag vom Oktober 2008 mit mehreren Toten und die Hilfsaktion als auch die Verleihungen der Tapferkeitsauszeichnung vom Juli 2009 erregten das Interesse der Öffentlichkeit. Über beide Ereignisse gab es in Deutschland und in anderen Ländern der Welt zahlreiche Berichterstattungen in den Massenmedien, wie im Fernsehen (u. a. N24, 3sat) und im Hörfunk (u. a. Deutsche Welle) sowie in Zeitungen (u. a. Berliner Morgenpost, Berliner Zeitung, Daily Mail, Der Tagesspiegel, Die Welt, Frankfurter Rundschau, Kölnische Rundschau, Mitteldeutsche Zeitung, NWZ, taz, The Daily Telegraph, WAZ), in Zeitschriften (u. a. Stern) und bei Online-Publikationen (u. a. DerWesten.de, DW-World.de, Focus.de, FR-Online.de, Zeit Online). Dabei wurde Markus Geist – wie die anderen drei Helfer – oft auch mit einem Kurzporträt vorgestellt.